# Friedrich Weskott

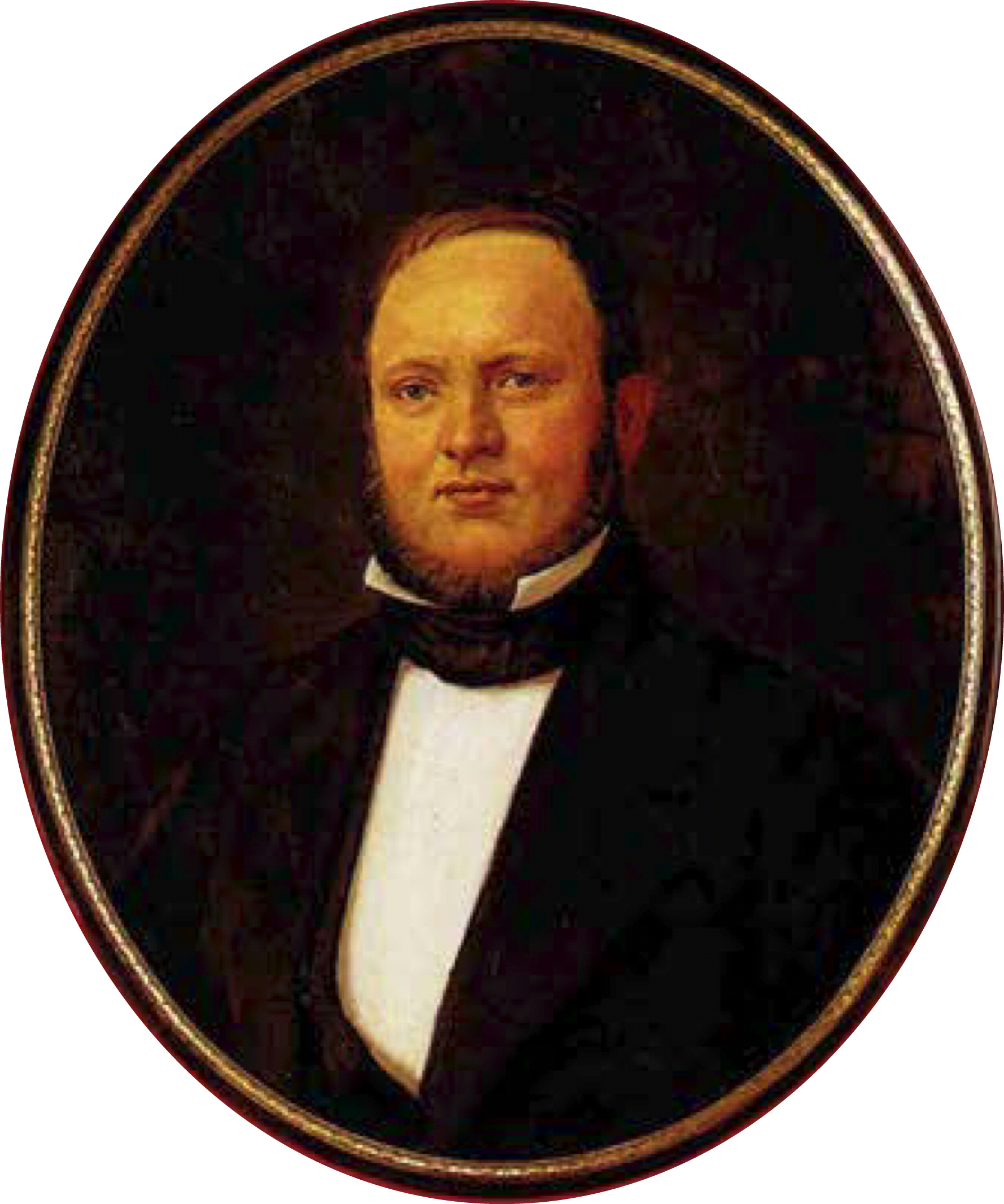
Friedrich Weskott um 1865

Johann Friedrich Weskott (* 10. Oktober 1821 in Langerfeld; † 4. Oktober 1876 in Barmen) war ein deutscher Chemiker. Er war zusammen mit Friedrich Bayer Mitbegründer des heutigen Bayer-Konzerns und Pionier der Teerfarben.

## Leben
1821 als Sohn des Naturgarnfärbers Engelbert Weskott geboren, stammte Weskott aus einer der ältesten Familien in Barmen. Zusammen mit dem Kaufmann Friedrich Bayer gehörte er zu den Gründern des späteren Bayer-Konzerns.
Mit 16 Jahren trat er in die Fußstapfen seines Vaters und erlernte das Färberhandwerk. Nur einige Jahre später, als Inhaber einer eigenen Färberei, sollte die Qualität seiner Erzeugnisse ihm schnell zu wirtschaftlicher Unabhängigkeit verhelfen.
Die Freundschaft mit Friedrich Bayer führte 1863 zur gemeinsamen Firmengründung, die unter dem Namen „Friedr. Bayer et comp.“ ins Handelsregister eingetragen wurde. Zu diesem Zeitpunkt war Weskott verwitwet und bereits zum zweiten Mal verheiratet. Die aus der ersten Ehe mit Karoline Lüttringhaus hervorgegangenen Kinder Laura und Fritz sollten später ebenso wie die Kinder Bayers zur Weiterentwicklung des Familienunternehmens beitragen. Durch Friedrich Bayer lernte Weskott auch seine zweite Frau Lisette Kramer kennen, die er 1859 heiratete und mit der er zwei weitere Kinder hatte.
In der schnell wachsenden „Compagnie“ – bereits 1867 zählte man 50 Arbeitnehmer – übernahm Weskott vor allem die technische Leitung, während Bayer die kaufmännische Führung innehatte. Bereits vor der eigentlichen Unternehmensgründung waren beide Kooperationspartner an der Herstellung und Erprobung der neuen synthetischen Farbstoffe beteiligt. Anilin und wenig später Fuchsin sollten schließlich die althergebrachten Naturfarbstoffe, wie sie auf dem Weskottschen Gelände hergestellt wurden, an Strahlkraft und Reinheit übertreffen und diese bald vollständig vom Markt verdrängen. Mit diesen begann die Geschichte des wirtschaftlichen Erfolges des Bayer-Konzerns.
Zwei Jahre nach dem Deutsch-Französischen Krieg von 1870/71 begann die Gründerkrise. Die einsetzenden heftigen Konkurrenzkämpfe innerhalb der chemischen Industrie – nach Jahren florierender Produktion, betrieblicher Erweiterungen und stetiger Wachstumszahlen – gingen nicht spurlos an Weskotts Gesundheit vorbei und verstärkten sein mittlerweile chronisches Lungenleiden. Im Oktober 1876 starb Weskott nach einem abgebrochenen Kuraufenthalt im Alter von nur 55 Jahren. Nur wenige Jahre später verstarb auch Bayer in einem ähnlichen Alter, worauf dessen gleichnamiger Sohn Friedrich Bayer die Leitung des Unternehmens übernahm.